# Јолића воденица
Јолића воденица је последња од двадесетседам воденица, колико је постојало на реци Колубари од Ваљева до Обреновца.
Јолића воденица три пута је премештана, јер је остајала на сувом, због тога што је Колубара мењала ток. На садашњем месту налази се од 1895. године. Воденицу су подигли Велисав Ченчаревић из Рубибрезе и Митар Јовановић из села Лајковца. По габариту се сврстава у највеће грађевине ове врсте, има седам каменова и организована по принципу поредовника - сувласника. 
Састоји се од радног простора подигнутог од универзалних талпи и зидане собе на бочној северној страни. Кров је четвороводан са бибер црепом као покривачем. Воденица има два улаза, један на подужној а други на бочној страни.

## Пореднички однос
Јолића воденица има седам каменова. Сваки камен подељен је на четири литре. Опет, литра има 100 драма. Поредовник који има литру, има право да сваког месеца седам дана и ноћи узима ујам од самлевеног брашна или јарме на том камену. У воденици сваки месец је фебруар, траје 28 дана. Тако, онај чији ред за ујам падне уочи нове године добије у брашну, практично, 13 плату у фирми. Самлевено брашно смешта се у купац, који захвата 20 килограма. За ујам се узима једна порција, око осам одсто количине брашна из сваког купца.